# Грюн, Рудольф
Рудольф Грюн (англ. Rudolph Gruen; 16 февраля 1900, Сент-Луис — 13 марта 1966, Санта-Моника) — американский пианист и композитор.
Окончил школу в Уэбстер-Гроувз, изучал фортепианную игру под руководством Луи Хаммерстайна и Оттмара Молля. В 1917—1918 гг. учился в Университете Вашингтона в Сент-Луисе, дебютировал в своём родном городе. Затем перебрался в Нью-Йорк и учился в Институте музыкального искусства у Эрнеста Хатчесона и Рубина Голдмарка, занимался также у Гарольда Бауэра. На протяжении ряда лет работал с гастролировавшими по США вокалистами: в 1919—1920 гг. был одним из аккомпаниаторов Энрико Карузо, в 1920—1923 гг. аккомпанировал в гастрольных турах Полу Олтхаузу, в 1920—1927 гг. — Титта Руффо, в 1921 г. сопровождал в турне Ивлин Скотни. В 1920—1921 гг. осуществил несколько записей со скрипачом Элиасом Брискиным. В 1927 г. после большого перерыва вновь выступил с сольным концертом (в Нью-Йорке), получив одобрительный отзыв критики. В 1927—1931 гг. был концертмейстером Ричарда Крукса.
В 1930-е гг. преподавал в Манхэттенской школе музыки, где познакомился с также преподававшей в этом учебном заведении пианисткой Фрэнсес Холл. На протяжении десятилетия они интенсивно концертировали как фортепианный дуэт, в 1930—1936 гг. выступали с еженедельными концертами по радио, в 1932 г. поженились. Для фортепианного дуэта Грюн осуществил ряд переложений (в том числе Прелюдии, фуги и вариации Сезара Франка). После развода в 1941 г. Грюн недолгое время выступал в составе фортепианного трио с Карлом и Филлис Крёйтерами (1943), в 1944 г. аккомпанировал певице Марии Уилкинс, в 1945 г. совершил полугодовое турне по Индии, Цейлону и Бирме. В послевоенные годы преподавал в Университете штата Луизиана, уделял больше внимания композиции — в частности, завершил Альпийский концерт для фортепиано с оркестром, над которым работал многие годы, и сам в 1962 году исполнил его премьеру. Из сочинений Грюна, преимущественно фортепианных, Морис Хинсон выделяет Классические вариации на оригинальную тему (1961).